# Jungermannia lycopodioides
Jungermannia lycopodioides là một loài Rêu trong họ Jungermanniaceae. Loài này được Wallr. mô tả khoa học đầu tiên năm 1831.